# Dieudonné Moyongo
Dieudonné Moyongo (ur. 21 grudnia 1958 w Dongou) – kongijski polityk. W latach 2017–2022 roku minister kultury i sztuki.

## Życiorys
Dieudonné Moyongo urodził się 21 grudnia 1958 roku w Dongou w departamencie Likouala. W 1971 ukończył szkołę podstawową w Dongou, a w 1978 ukończył liceum im. Patrice'a Lumumby w Brazzaville. W 1983 roku otrzymał stypendium, które umożliwiło mu studiowanie w ZSRR, dlatego w latach 1983–1984 studiował filologię rosyjską na Uniwersytecie w Doniecku. Następnie w latach 1984–1988 studiował na Państwowym Instytucie Kultury w Charkowie, na którym uzyskał tytuł magistra pedagogiki w dziedzinie bibliotekoznawstwa.
Pełnił funkcję m.in. dyrektora biblioteki narodowej Konga, dyrektor Międzynarodowego Banku Informacji o Państwach Frankofońskich (fr. Banque internationale d’information sur les Etats francophones) – organu Międzynarodowej Organizacji Frankofonii, dyrektora Musée Marien Ngouabi.

### Kariera polityczna
Moyongo pełnił funkcję doradcy ds. sztuk figuratywnych, muzeów i wystaw przy ministerstwie kultury i sztuki, a także funkcję dyrektora gabinetu ministra kultury i sztuki.
Dekretem prezydenta nr 2017-376 z dnia 22 sierpnia 2017 roku został powołany w skład rządu na stanowisko ministra kultury i sztuki zastępując Léonidasa Mottoma. Obowiązki ministra przejął z rąk Arlette Soudan-Nonault, pełniącej tymczasowe stanowisko ministra. Po utworzeniu nowego rządu, przez premiera Anatole Collinet Makosso, 15 maja 2021 roku został ponownie powołany na stanowisko ministra kultury i sztuki. Nie został powołany w skład drugiego rządu Makosso. 27 września 2022 roku na funkcji ministra zastąpiła go Lydie Pongault.

## Życie prywatne
Moyongo jest żonaty, ma trójkę dzieci.

## Wyróżnienia i odznaczenia
- Kongijski Order Zasługi (fr. Ordre du Mérite congolais) III klasy – Chevalier, 2010[2]
- Kongijski Order Zasługi (fr. Ordre du Mérite congolais) II klasy – Officier, 2015[2]